# Grand Prix Montelupo
Le GP Montelupo est une ancienne course cycliste italienne disputée de 1965 à 1984 à Montelupo Fiorentino dans la province de Florence en Toscane.

## Palmarès
| Année | Vainqueur                | Deuxième           | Troisième           |
| ----- | ------------------------ | ------------------ | ------------------- |
| 1965  | Michele Dancelli         | Franco Bitossi     | Roberto Poggiali    |
| 1966  | Franco Cribiori          | Dino Zandegù       | Italo Zilioli       |
| 1967  | Wladimiro Panizza        | Gianni Motta       | Giorgio Favaro      |
| 1968  | Ugo Colombo              | Alfio Poli         | Mario Di Toro       |
| 1969  | Franco Bitossi           | Davide Boifava     | Roberto Ballini     |
| 1970  | Giancarlo Polidori       | Felice Gimondi     | Romano Tumellero    |
| 1971  | Ottavio Crepaldi         | Roberto Poggiali   | Wilmo Francioni     |
| 1972  | Davide Boifava           | Wilmo Francioni    | Wladimiro Panizza   |
| 1973  | Italo Zilioli            | Franco Bitossi     | Wilmo Francioni     |
| 1974  | Marino Basso             | Roger De Vlaeminck | Francesco Moser     |
| 1975  | Roger De Vlaeminck       | Roland Salm        | Wilmo Francioni     |
| 1976  | Roger De Vlaeminck       | Pierino Gavazzi    | Enrico Paolini      |
| 1977  | Giovanni Battaglin       | Giuseppe Saronni   | Pierino Gavazzi     |
| 1978  | Carmelo Barone           | Ottavio Crepaldi   | Gaetano Baronchelli |
| 1979  | Leonardo Mazzantini      | Carmelo Barone     | Marino Amadori      |
| 1980  | Gianbattista Baronchelli | Valerio Lualdi     | Pierino Gavazzi     |
| 1981  | Pierino Gavazzi          | Roberto Ceruti     | Franco Conti        |
| 1982  | Palmiro Masciarelli      | Pierino Gavazzi    | Claudio Torelli     |
| 1983  | Ennio Salvador           | Moreno Argentin    | Michael Wilson      |
| 1984  | Ennio Salvador           | Rudy Pevenage      | Marino Amadori      |